# Шановні, я вбив Ейнштейна…
Шановні, я вбив Ейнштейна... — чехословацька науково-фантастична комедія про подорож у часі, знята в 1969 році. Режисер фільму — Олдржіх Ліпскі.

## Сюжет
Земля, 1999 рік. Людству загрожує зникнення через те, що у жінок ростуть вуса та бороди, і вони не можуть мати дітей. Винні у цьому ядерні фанатики, які користуються G-бомбою. Професор Девід Мур пропонує відправити експедицію в минуле, щоб вбити Альберта Ейнштейна, винаходи якого в області фізики зробили можливим створення G-бомби.
Експедиція у складі професора Девіда Мура, професора Франка Пеха і докторки Ґвен Уільямс, спеціалістки з історії, відправляється у 1911 рік до Праги. З історичних журналів їм відомо, що в цей вечір Альберт Ейнштейн буде розважати гостей на урочистому вечері усними обчисленнями. Професор Франк Пех знайомиться з хлопчиком, який стане його батьком. Перша спроба замаху провалюється: замість Ейнштейна команда випадково вбиває майбутнього батька Франка Пеха, і той зникає, бо не міг народитися. Окрім цього, Ґвен закохується до молодого Ейнштейна.
Після того, як експедиція повертається до майбутнього, докторку Ґвен викрадають ядерні фанатики. Вони знають, що та кохає Ейнштейна, і відправляють її до минулого, щоб вона охороняла його від наступних замахів на його життя. Професор Мур також повертається до минулого, щоб знову спробувати вбити Ейнштейна.
За допомогою хитрощів Ґвен переконує Ейнштейна кинути фізику і стати скрипалем. Професор Мур повертається до майбутнього, а Ґвен залишається проживати своє життя разом з Ейнштейном. У оновленому майбутньому з жінками все в порядку, фізика як наука не існує, але людству загрожує нова небезпека: хімічні фанатики виробляють газ, від якого у чоловіків ростуть груди, і вони стають неплідні. Професор Мур рятує людство: спочатку він запліднює багатьох жінок, а потім створює G-бомбу і знищує осередок хімічних фанатиків.
Професор Мур зустрічається зі старою Ґвен, яка прожила довге щасливе життя разом з Альбертом Ейнштейном. Ґвен просить Мура, який стоїть під масивною люстрою, відійти у бік. В цей момент люстра падає і ледь не вбиває професора.

## У ролях

Професор Франк Пех робить селфі з дружиною

| Актор          | Роль                                          |
| -------------- | --------------------------------------------- |
| Їржі Совак     | Професор Девід Мур, фізик                     |
| Яна Брейхова   | Докторка Ґвен Уільямс, спеціалістка з історії |
| Лубомір Ліпскі | Професор Франк Пех                            |
| Іва Янжурова   | Бетсі, дружина Франка Пеха                    |
| Петр Чепек     | Альберт Ейнштейн                              |

## Цікаві факти
- У цьому фільмі зображена, імовірно, перша в світі палиця для селфі.
- У 1911 році Альберт Ейнштейн дійсно був у Празі, на посаді професора фізики у Карловому університеті.[2]